# Masada de Maso de Camps
La Masada de Maso de Camps és una obra de Santa Bàrbara (Montsià) inclosa a l'Inventari del Patrimoni Arquitectònic de Catalunya.

## Descripció
Edifici de diversos cossos de diferent alçada i a una sola vessant en diferents direccions.
Fàbrica de maçoneria ordinària i cobertes de teula.
Destaca per la part de darrere la llar de campana pròpia dels antics molins de giny de la zona.
La façana ha estat emblanquinada.
Al davant hi ha un pou.